# San Sebastiano Curone
San Sebastiano Curone (San Bastian da Cròu in dialetto tortonese) è un comune italiano di 539 abitanti della provincia di Alessandria, in Piemonte, posto alla confluenza dei torrenti Museglia e Curone. Fu per secoli parte dei Feudi imperiali e tappa fondamentale sulla via del sale che collegava il Mar Ligure alla Pianura Padana.
Vi nacquero Felice Giani (1758-1823), pittore neoclassico che lavorò, tra gli altri, per Napoleone Bonaparte e l'imperatrice Caterina II di Russia e Piero Leddi (1930-2016), figura di spicco della pittura milanese del dopoguerra.

## Storia
In un antico manoscritto San Sebastiano Curone compare come "cella" dipendente direttamente dall'abbazia di San Colombano di Bobbio.
Territorio del feudo di Fabbrica Curone, fu dominato prima dai Malaspina e poi dai Fieschi di Genova. Nel XVI secolo, sotto la giurisdizione dei Doria, grazie alla sua posizione lungo la via del sale, percorsa dai mulattieri che trasportavano merci da Genova a Milano e Piacenza (sale, acciughe sotto sale) e viceversa (cereali), divenne un importante centro commerciale con magazzini di deposito, locande e osterie, maniscalchi e sensali. Dal punto di vista ecclesiastico il borgo dipendeva dalla Pieve di Montacuto.

### Simboli
Lo stemma e il gonfalone sono stati concessi con DPR del 28 novembre 1956.
Il gonfalone è un drappo di rosso.

## Monumenti e luoghi d'interesse
- Il borgo antico è caratterizzato da strette viuzze, caratteristiche piazzette e importanti palazzi e dominato dal castello Giani, edificio in forme medievali, ma ristrutturato negli anni '30 da Ulderico Giani.
- Il municipio ha sede in una splendida palazzina in stile liberty opera di Lorenzo Bourges, denominata Palazzo Mazza Galanti.
- La chiesa parrocchiale di San Sebastiano (1670) conserva una tela attribuita alla scuola dei pittore genovese Domenico Fiasella, il Martirio di san Sebastiano della seconda metà del XVII sec. attribuito al pittore genovese Giovanni Raffaele Badaracco e l'altorilievo in legno policromo dorato intitolato la Crocifissione, realizzato nel tardo Cinquecento dal maestro tedesco Stefano Vil.
- Interessanti anche i due oratori, detti rispettivamente "dei rossi" e "dei bianchi", con facciate in stile barocco. Di particolare pregio la scultura lignea policroma Madonna Addolorata di Anton Maria Maragliano nella Chiesa della Trinità (oratorio dei rossi). Nella piazza più alta, piazza Solferino, l'imponente casa del Principe Doria e la chiesetta delle Grazie.
- I portali e sovraporta in pietra, i più antichi dei quali risalgono ai secoli XV e XVI, appartengono al filone dell'architettura rustica genovese e contribuiscono a creare l'atmosfera suggestiva del borgo.
- Di recente apertura l'Archivio Pittor Giani, sito in piazza Roma per volontà dell'artista stesso, e l'Archivio Piero Leddi, sito nella casa del Principe Doria, valorizzano l'opera degli artisti sopracitati con mostre ed eventi.
- La sala SMS Stella d'Italia, storica sede dell'annuale Fiera Nazionale del Tartufo, teatro risalente all'inizio del ventesimo secolo e recentemente restaurato.
- Di fronte alle scuole sorge il monumento in ricordo del partigiano Franco Anselmi.

### Escursionismo e sentieristica
Molti sono i sentieri ed i percorsi attrezzati che permettono di godere appieno delle bellezze del territorio rivivendo il fascino dell'epoca dei feudi imperiali e delle Vie del sale.

## Società

### Evoluzione demografica
Abitanti censiti

## Cultura
Questo paese fa parte del territorio culturalmente omogeneo delle Quattro Province (Alessandria, Genova, Pavia, Piacenza), caratterizzato da usi e costumi comuni e da un importante repertorio di musiche e balli molto antichi. Strumento principe di questa zona è il piffero appenninico che accompagnato dalla fisarmonica, e un tempo dalla müsa (cornamusa appenninica), guida le danze e anima le feste.

### Istruzione
Sono presenti una scuola d'infanzia ("M. Bernardi"), una scuola primaria ("F. Giani) e secondaria di primo grado, quest'ultima dedicata a Franco Anselmi. Tutte le scuole sono parte dell'istituto comprensivo di Viguzzolo.

### Eventi
Sede della prestigiosa Fiera Nazionale del Tartufo che si svolge, dal 1983, ogni anno la terza e la quarta domenica di novembre.
Il terzo fine settimana di settembre si tiene la Fiera Nazionale "Artinfiera", evento dedicato alla valorizzazione dell'Artigianato Artistico, dell'Artigianato Tradizionale e dell'Artigianato del Gusto.

## Amministrazione
Di seguito è presentata una tabella relativa alle amministrazioni che si sono succedute in questo comune.
| Periodo        | Periodo        | Primo cittadino  | Partito                     | Carica  | Note   |
| -------------- | -------------- | ---------------- | --------------------------- | ------- | ------ |
| 28 giugno 1980 | 17 giugno 1985 | Raul Ferrari     | -                           | Sindaco | [ 9 ]  |
| 17 giugno 1985 | 7 giugno 1990  | Vincenzo Caprile | Partito Socialista Italiano | Sindaco | [ 10 ] |
| 7 giugno 1990  | 24 aprile 1995 | Vincenzo Caprile | Partito Socialista Italiano | Sindaco | [ 10 ] |
| 24 aprile 1995 | 14 giugno 1999 | Vincenzo Caprile | centro                      | Sindaco | [ 10 ] |
| 14 giugno 1999 | 14 giugno 2004 | Vincenzo Caprile | lista civica                | Sindaco | [ 10 ] |
| 14 giugno 2004 | 8 giugno 2009  | Francesca Leddi  | lista civica                | Sindaco | [ 10 ] |
| 8 giugno 2009  | 26 maggio 2014 | Francesca Leddi  | lista civica                | Sindaco | [ 10 ] |
| 26 maggio 2014 | 27 maggio 2019 | Vincenzo Caprile | lista civica Il campanile   | Sindaco | [ 10 ] |
| 27 maggio 2019 | 9 giugno 2024  | Vincenzo Caprile | lista civica Campanile      | Sindaco | [ 10 ] |
| 9 giugno 2024  | in carica      | Vincenzo Caprile | lista civica Campanile      | Sindaco | [ 10 ] |

### Altre informazioni amministrative
Il comune faceva parte della Comunità Montana Valli Curone Grue e Ossona, della quale era il capoluogo.

## Galleria d'immagini

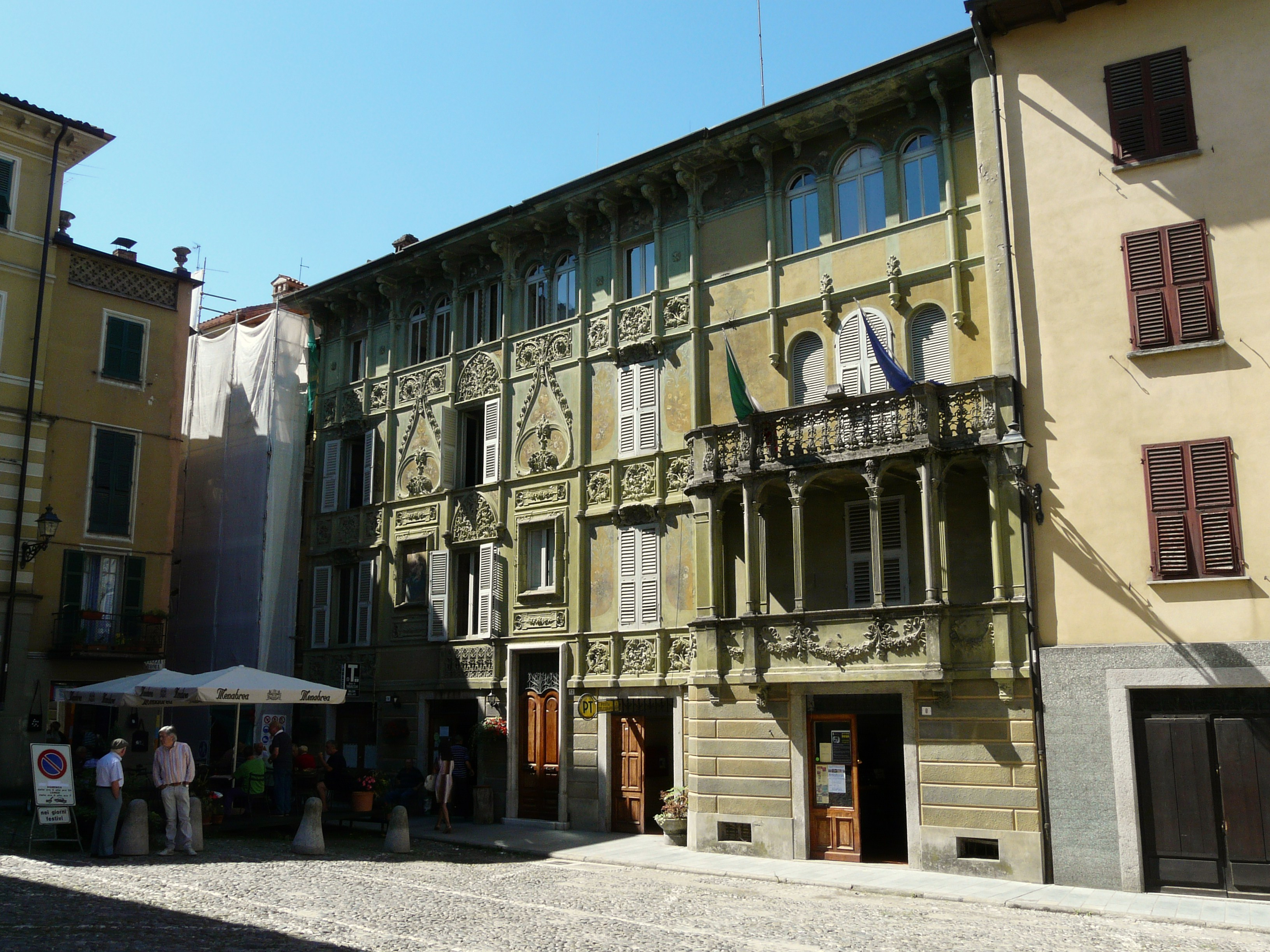
Palazzo Mazza Galanti
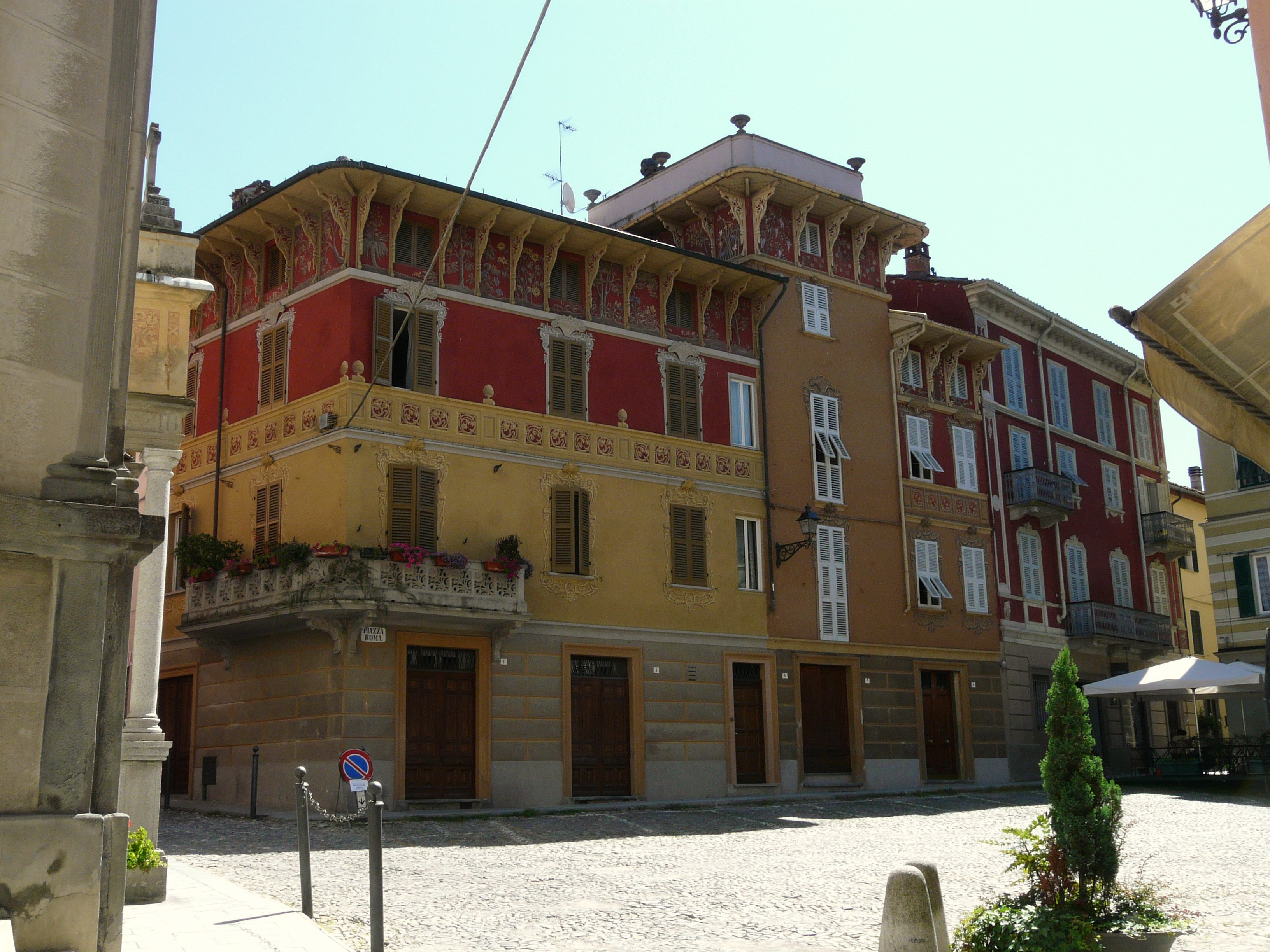
Palazzo Pollini
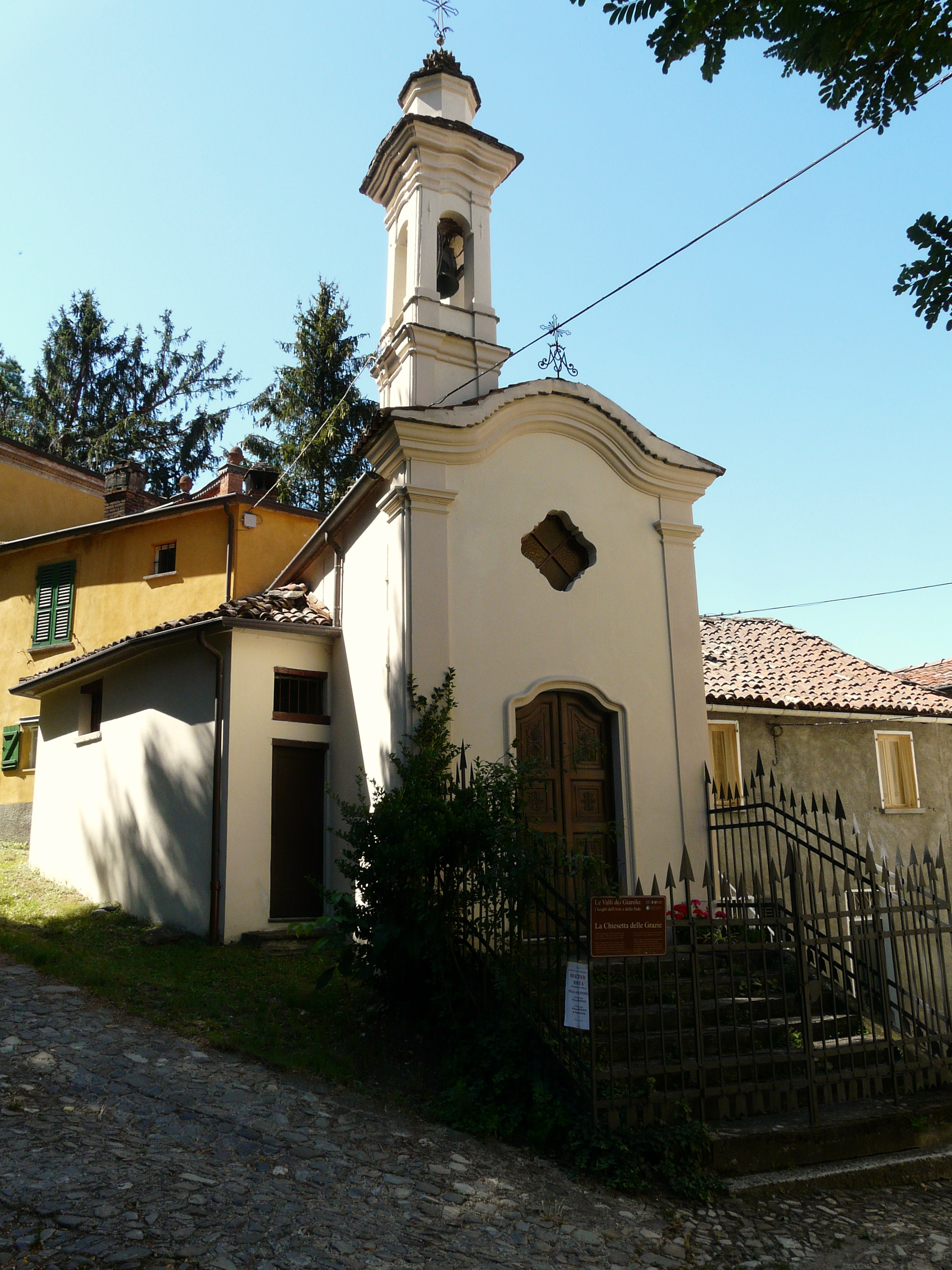
La chiesetta delle Grazie
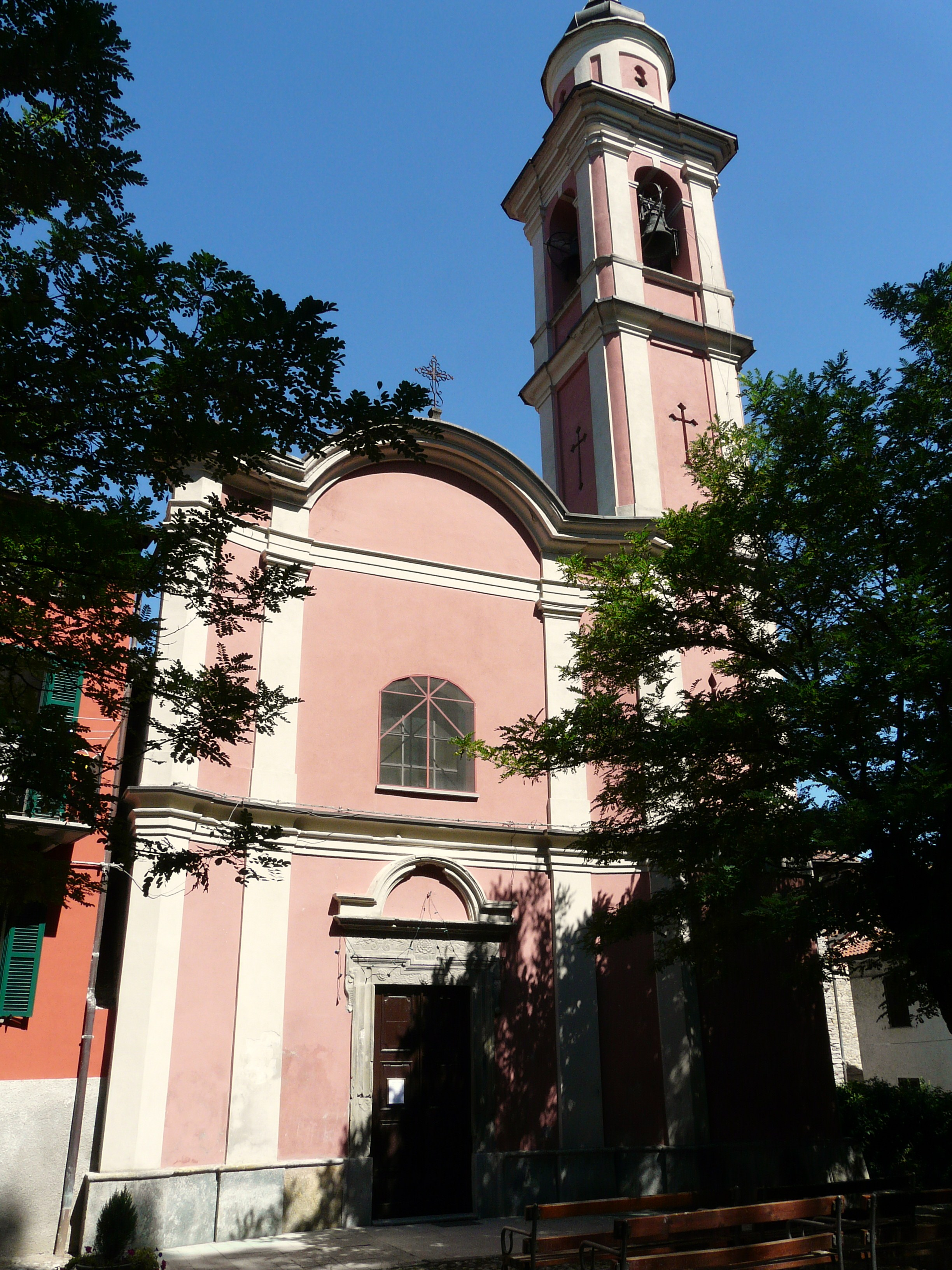
L'oratorio dell'Assunta